# Impiombatura

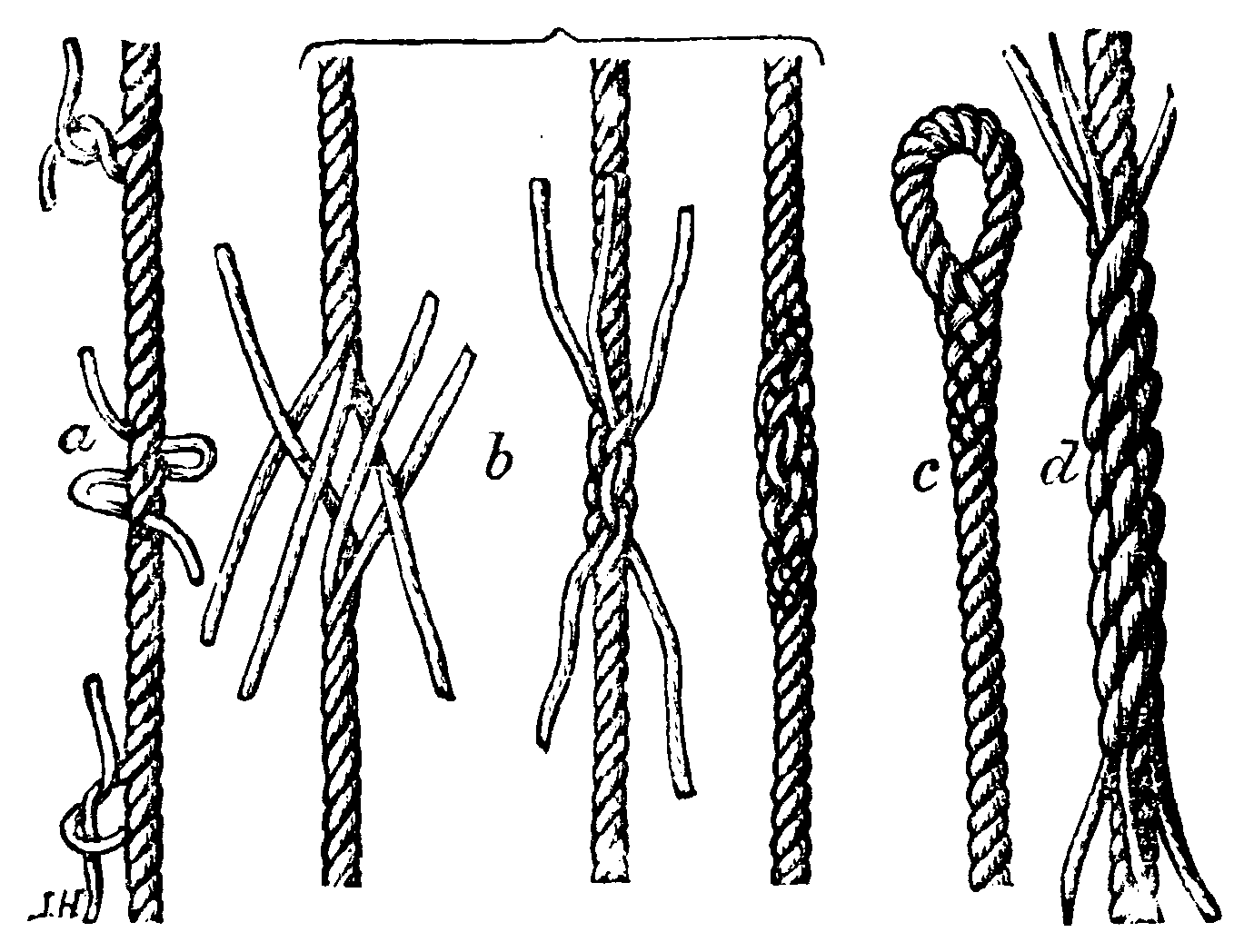
Esempi di impiombature.

L'impiombatura (o impalmatura) è un metodo per unire le estremità libere di due cavi, siano essi di materiale vegetale (ad esempio canapa), sintetico o metallico.

## Tipologie
L'impiombatura serve principalmente a due scopi:
- per unire due cavi diversi: si effettua intrecciando alternativamente tra loro i legnoli dei terminali di entrambi i cavi (impiombatura corta). Esistono molti metodi per effettuare l'impiombatura alla corta, che possono essere adattabili a cavi piani, torticci oppure a cavi a più numero di legnoli. Per unire due cime, si utilizza anche l'impiombatura alla lunga, la quale se ben eseguita non lascia traccia del lavoro eseguito.
- per realizzare una gassa su un cavo: si intrecciano i legnoli sullo stesso cavo (impiombatura da marinaio). Si può rinforzare la gassa inserendo una radancia o un anello a gola.[1]